# Saranbār-e Kalantarī
Saranbār-e Kalantarī (persiska: سَرَنبارِ كَلَنتَری, سَر اَنبار) är en ort i Iran.   Den ligger i provinsen Lorestan, i den västra delen av landet, 400 km sydväst om huvudstaden Teheran. Saranbār-e Kalantarī ligger 1 130 meter över havet och antalet invånare är 482.
Terrängen runt Saranbār-e Kalantarī är kuperad söderut, men norrut är den bergig. Runt Saranbār-e Kalantarī är det ganska tätbefolkat, med 72 invånare per kvadratkilometer. Närmaste större samhälle är Sarāb-e Dowreh, 17,4 km sydost om Saranbār-e Kalantarī. Omgivningarna runt Saranbār-e Kalantarī är i huvudsak ett öppet busklandskap.